# (12923) Zephyr
(12923) Zephyr – planetoida z grupy Apollo należąca do obiektów NEO i zaliczana do PHA, okrążająca Słońce w ciągu 2 lat i 273 dni w średniej odległości 1,96 j.a. Została odkryta 11 kwietnia 1999 roku. Przed nadaniem nazwy planetoida nosiła oznaczenie tymczasowe (12923) 1999 GK4.